# Gonichthys
A Gonichthys a sugarasúszójú halak (Actinopterygii) osztályának Myctophiformes rendjébe, ezen belül a gyöngyöshalfélék (Myctophidae) családjába tartozó nem.

## Rendszerezés
A nembe az alábbi 4 faj tartozik:
- Gonichthys barnesi Whitley, 1943
- Gonichthys cocco (Cocco, 1829)
- Gonichthys tenuiculus (Garman, 1899)
- Gonichthys venetus Becker, 1964